# Аноа (Нијевр)
Аноа (фр. Asnois) насеље је и општина у источном делу централне Француске у региону Бургоња, у департману Нијевр која припада префектури Кламси.
По подацима из 2011. године у општини је живело 157 становника, а густина насељености је износила 27,59 становника/km². Општина се простире на површини од 5,69 km². Налази се на средњој надморској висини од 206 метара (максималној 299 m, а минималној 157 m).

## Демографија
| 1962. | 1968. | 1975. | 1982. | 1990. | 1999. | 2011. |
| ----- | ----- | ----- | ----- | ----- | ----- | ----- |
| 125   | 164   | 132   | 126   | 143   | 170   | 157   |

График промене броја становника у току последњих година